# Liste des planètes mineures (787001-788000)
Voici la liste des planètes mineures numérotées de 787001 à 788000. Les planètes mineures sont numérotées lorsque leur orbite est confirmée, ce qui peut parfois se produire longtemps après leur découverte. Elles sont classées ici par leur numéro.

## Planètes mineures 787001 à 788000
- (787001) 2016 CC66
- (787002) 2016 CP69
- (787003) 2016 CX72
- (787004) 2016 CQ74
- (787005) 2016 CA75
- (787006) 2016 CW75
- (787007) 2016 CQ76
- (787008) 2016 CQ77
- (787009) 2016 CR77
- (787010) 2016 CU77
- (787011) 2016 CP80
- (787012) 2016 CA81
- (787013) 2016 CQ81
- (787014) 2016 CF82
- (787015) 2016 CV82
- (787016) 2016 CA85
- (787017) 2016 CE86
- (787018) 2016 CF86
- (787019) 2016 CM88
- (787020) 2016 CP89
- (787021) 2016 CT89
- (787022) 2016 CS91
- (787023) 2016 CL92
- (787024) 2016 CN95
- (787025) 2016 CR95
- (787026) 2016 CJ96
- (787027) 2016 CW96
- (787028) 2016 CQ99
- (787029) 2016 CS101
- (787030) 2016 CD103
- (787031) 2016 CW103
- (787032) 2016 CR110
- (787033) 2016 CG113
- (787034) 2016 CC117
- (787035) 2016 CA118
- (787036) 2016 CE120
- (787037) 2016 CG120
- (787038) 2016 CZ123
- (787039) 2016 CG124
- (787040) 2016 CU124
- (787041) 2016 CX124
- (787042) 2016 CC125
- (787043) 2016 CA128
- (787044) 2016 CG140
- (787045) 2016 CR144
- (787046) 2016 CY145
- (787047) 2016 CC146
- (787048) 2016 CH146
- (787049) 2016 CD151
- (787050) 2016 CU154
- (787051) 2016 CK155
- (787052) 2016 CX155
- (787053) 2016 CN156
- (787054) 2016 CA158
- (787055) 2016 CB158
- (787056) 2016 CG158
- (787057) 2016 CV159
- (787058) 2016 CV160
- (787059) 2016 CR162
- (787060) 2016 CZ162
- (787061) 2016 CO163
- (787062) 2016 CX164
- (787063) 2016 CZ164
- (787064) 2016 CR166
- (787065) 2016 CJ169
- (787066) 2016 CY169
- (787067) 2016 CX170
- (787068) 2016 CT173
- (787069) 2016 CS174
- (787070) 2016 CQ175
- (787071) 2016 CP178
- (787072) 2016 CZ179
- (787073) 2016 CZ180
- (787074) 2016 CL182
- (787075) 2016 CO182
- (787076) 2016 CB183
- (787077) 2016 CD184
- (787078) 2016 CA186
- (787079) 2016 CX189
- (787080) 2016 CM192
- (787081) 2016 CZ198
- (787082) 2016 CE199
- (787083) 2016 CJ199
- (787084) 2016 CC200
- (787085) 2016 CB201
- (787086) 2016 CM201
- (787087) 2016 CE204
- (787088) 2016 CR205
- (787089) 2016 CG207
- (787090) 2016 CC208
- (787091) 2016 CR208
- (787092) 2016 CQ209
- (787093) 2016 CW210
- (787094) 2016 CD212
- (787095) 2016 CG212
- (787096) 2016 CL215
- (787097) 2016 CW216
- (787098) 2016 CH217
- (787099) 2016 CM217
- (787100) 2016 CO219
- (787101) 2016 CR219
- (787102) 2016 CP221
- (787103) 2016 CE222
- (787104) 2016 CQ223
- (787105) 2016 CS223
- (787106) 2016 CC224
- (787107) 2016 CN224
- (787108) 2016 CU225
- (787109) 2016 CY225
- (787110) 2016 CM226
- (787111) 2016 CC227
- (787112) 2016 CM228
- (787113) 2016 CK230
- (787114) 2016 CC231
- (787115) 2016 CN238
- (787116) 2016 CB239
- (787117) 2016 CR240
- (787118) 2016 CB243
- (787119) 2016 CT243
- (787120) 2016 CV243
- (787121) 2016 CW248
- (787122) 2016 CD249
- (787123) 2016 CM250
- (787124) 2016 CB252
- (787125) 2016 CW253
- (787126) 2016 CP255
- (787127) 2016 CN258
- (787128) 2016 CB262
- (787129) 2016 CX270
- (787130) 2016 CR271
- (787131) 2016 CP274
- (787132) 2016 CY275
- (787133) 2016 CJ277
- (787134) 2016 CN277
- (787135) 2016 CK280
- (787136) 2016 CQ280
- (787137) 2016 CV280
- (787138) 2016 CK281
- (787139) 2016 CS281
- (787140) 2016 CM285
- (787141) 2016 CT285
- (787142) 2016 CZ286
- (787143) 2016 CE288
- (787144) 2016 CA289
- (787145) 2016 CF289
- (787146) 2016 CH289
- (787147) 2016 CO289
- (787148) 2016 CX289
- (787149) 2016 CA290
- (787150) 2016 CP290
- (787151) 2016 CG291
- (787152) 2016 CL292
- (787153) 2016 CT293
- (787154) 2016 CW293
- (787155) 2016 CB295
- (787156) 2016 CP295
- (787157) 2016 CU295
- (787158) 2016 CJ296
- (787159) 2016 CD298
- (787160) 2016 CE298
- (787161) 2016 CG299
- (787162) 2016 CD300
- (787163) 2016 CE303
- (787164) 2016 CS303
- (787165) 2016 CY303
- (787166) 2016 CZ303
- (787167) 2016 CQ304
- (787168) 2016 CH305
- (787169) 2016 CQ305
- (787170) 2016 CX305
- (787171) 2016 CL306
- (787172) 2016 CY306
- (787173) 2016 CN307
- (787174) 2016 CZ307
- (787175) 2016 CB308
- (787176) 2016 CW308
- (787177) 2016 CH310
- (787178) 2016 CD311
- (787179) 2016 CR311
- (787180) 2016 CT311
- (787181) 2016 CW312
- (787182) 2016 CB313
- (787183) 2016 CL313
- (787184) 2016 CV313
- (787185) 2016 CX314
- (787186) 2016 CF315
- (787187) 2016 CH315
- (787188) 2016 CT315
- (787189) 2016 CS316
- (787190) 2016 CN317
- (787191) 2016 CP317
- (787192) 2016 CQ317
- (787193) 2016 CL318
- (787194) 2016 CU318
- (787195) 2016 CT320
- (787196) 2016 CW321
- (787197) 2016 CQ322
- (787198) 2016 CQ325
- (787199) 2016 CO329
- (787200) 2016 CE330
- (787201) 2016 CT333
- (787202) 2016 CG337
- (787203) 2016 CH337
- (787204) 2016 CM338
- (787205) 2016 CN339
- (787206) 2016 CT339
- (787207) 2016 CP340
- (787208) 2016 CY340
- (787209) 2016 CF341
- (787210) 2016 CX341
- (787211) 2016 CZ341
- (787212) 2016 CC343
- (787213) 2016 CU345
- (787214) 2016 CT346
- (787215) 2016 CV347
- (787216) 2016 CD348
- (787217) 2016 CG349
- (787218) 2016 CE350
- (787219) 2016 CN350
- (787220) 2016 CS351
- (787221) 2016 CA352
- (787222) 2016 CC352
- (787223) 2016 CF352
- (787224) 2016 CJ352
- (787225) 2016 CM352
- (787226) 2016 CO352
- (787227) 2016 CC353
- (787228) 2016 CU356
- (787229) 2016 CW356
- (787230) 2016 CX356
- (787231) 2016 CT358
- (787232) 2016 CX358
- (787233) 2016 CZ358
- (787234) 2016 CB360
- (787235) 2016 CM360
- (787236) 2016 CW364
- (787237) 2016 CK366
- (787238) 2016 CP366
- (787239) 2016 CE367
- (787240) 2016 CK367
- (787241) 2016 CF368
- (787242) 2016 CT368
- (787243) 2016 CO369
- (787244) 2016 CC370
- (787245) 2016 CE370
- (787246) 2016 CO370
- (787247) 2016 CS370
- (787248) 2016 CU370
- (787249) 2016 CW370
- (787250) 2016 CY370
- (787251) 2016 CN371
- (787252) 2016 CO371
- (787253) 2016 CP371
- (787254) 2016 CV371
- (787255) 2016 CC372
- (787256) 2016 CP372
- (787257) 2016 CQ372
- (787258) 2016 CU372
- (787259) 2016 CV372
- (787260) 2016 CW372
- (787261) 2016 CJ373
- (787262) 2016 CF374
- (787263) 2016 CF375
- (787264) 2016 CJ375
- (787265) 2016 CO375
- (787266) 2016 CU376
- (787267) 2016 CA377
- (787268) 2016 CJ379
- (787269) 2016 CR379
- (787270) 2016 CS380
- (787271) 2016 CQ381
- (787272) 2016 CR381
- (787273) 2016 CS381
- (787274) 2016 CY382
- (787275) 2016 CD383
- (787276) 2016 CQ386
- (787277) 2016 CV386
- (787278) 2016 CR388
- (787279) 2016 CD390
- (787280) 2016 CB392
- (787281) 2016 CF392
- (787282) 2016 CJ394
- (787283) 2016 CL394
- (787284) 2016 CQ400
- (787285) 2016 CQ401
- (787286) 2016 CZ401
- (787287) 2016 CA402
- (787288) 2016 CC402
- (787289) 2016 CK402
- (787290) 2016 CN402
- (787291) 2016 CQ403
- (787292) 2016 CB408
- (787293) 2016 CT410
- (787294) 2016 CA411
- (787295) 2016 CY412
- (787296) 2016 CB414
- (787297) 2016 CC414
- (787298) 2016 CM414
- (787299) 2016 CN414
- (787300) 2016 CW414
- (787301) 2016 CE415
- (787302) 2016 CY415
- (787303) 2016 CF416
- (787304) 2016 CJ416
- (787305) 2016 CF417
- (787306) 2016 CK423
- (787307) 2016 CR423
- (787308) 2016 CD429
- (787309) 2016 CV429
- (787310) 2016 CB430
- (787311) 2016 CC430
- (787312) 2016 CG430
- (787313) 2016 DY3
- (787314) 2016 DL5
- (787315) 2016 DW6
- (787316) 2016 DL7
- (787317) 2016 DL9
- (787318) 2016 DW9
- (787319) 2016 DR19
- (787320) 2016 DX19
- (787321) 2016 DA23
- (787322) 2016 DR24
- (787323) 2016 DU24
- (787324) 2016 DE25
- (787325) 2016 DK32
- (787326) 2016 DM33
- (787327) 2016 DK34
- (787328) 2016 DQ34
- (787329) 2016 DF35
- (787330) 2016 DT35
- (787331) 2016 DL37
- (787332) 2016 DO37
- (787333) 2016 DS40
- (787334) 2016 DU40
- (787335) 2016 DQ41
- (787336) 2016 DS41
- (787337) 2016 DY41
- (787338) 2016 DC42
- (787339) 2016 DV42
- (787340) 2016 DS43
- (787341) 2016 DO46
- (787342) 2016 EE3
- (787343) 2016 EY5
- (787344) 2016 EU6
- (787345) 2016 EN7
- (787346) 2016 EM11
- (787347) 2016 EF13
- (787348) 2016 EG17
- (787349) 2016 ES17
- (787350) 2016 ET18
- (787351) 2016 EB20
- (787352) 2016 EJ20
- (787353) 2016 ES20
- (787354) 2016 ET21
- (787355) 2016 EY21
- (787356) 2016 EA22
- (787357) 2016 EF24
- (787358) 2016 EF36
- (787359) 2016 EX36
- (787360) 2016 EZ38
- (787361) 2016 EW39
- (787362) 2016 EZ39
- (787363) 2016 EE40
- (787364) 2016 EY43
- (787365) 2016 EQ45
- (787366) 2016 EZ45
- (787367) 2016 ET47
- (787368) 2016 EQ49
- (787369) 2016 EP61
- (787370) 2016 EB62
- (787371) 2016 EU62
- (787372) 2016 EX63
- (787373) 2016 EC66
- (787374) 2016 ER68
- (787375) 2016 EZ68
- (787376) 2016 EL74
- (787377) 2016 ED75
- (787378) 2016 EZ75
- (787379) 2016 EO76
- (787380) 2016 ET76
- (787381) 2016 EB78
- (787382) 2016 EG80
- (787383) 2016 EL82
- (787384) 2016 EN82
- (787385) 2016 EE83
- (787386) 2016 EC84
- (787387) 2016 EF88
- (787388) 2016 EL91
- (787389) 2016 ET92
- (787390) 2016 EL93
- (787391) 2016 EV96
- (787392) 2016 EA97
- (787393) 2016 EQ98
- (787394) 2016 EM100
- (787395) 2016 EC103
- (787396) 2016 EV105
- (787397) 2016 EP106
- (787398) 2016 EG107
- (787399) 2016 EK111
- (787400) 2016 EL111
- (787401) 2016 EQ112
- (787402) 2016 EZ114
- (787403) 2016 EE119
- (787404) 2016 EW120
- (787405) 2016 EL122
- (787406) 2016 EA127
- (787407) 2016 EC129
- (787408) 2016 EA132
- (787409) 2016 EO134
- (787410) 2016 EP135
- (787411) 2016 EQ138
- (787412) 2016 EG140
- (787413) 2016 EZ145
- (787414) 2016 EG146
- (787415) 2016 EP146
- (787416) 2016 EA159
- (787417) 2016 EM160
- (787418) 2016 EY161
- (787419) 2016 EH165
- (787420) 2016 EC168
- (787421) 2016 EH170
- (787422) 2016 EP173
- (787423) 2016 EL175
- (787424) 2016 ET178
- (787425) 2016 EU182
- (787426) 2016 EK183
- (787427) 2016 EL184
- (787428) 2016 EY184
- (787429) 2016 EW186
- (787430) 2016 ED188
- (787431) 2016 EO188
- (787432) 2016 ES189
- (787433) 2016 EX190
- (787434) 2016 ET198
- (787435) 2016 EV200
- (787436) 2016 EE202
- (787437) 2016 EG203
- (787438) 2016 EN208
- (787439) 2016 EZ208
- (787440) 2016 EX215
- (787441) 2016 EA217
- (787442) 2016 EQ219
- (787443) 2016 EV219
- (787444) 2016 EQ221
- (787445) 2016 ES224
- (787446) 2016 ET225
- (787447) 2016 EE226
- (787448) 2016 ES226
- (787449) 2016 EX226
- (787450) 2016 EM227
- (787451) 2016 EM228
- (787452) 2016 EZ228
- (787453) 2016 EF229
- (787454) 2016 EV229
- (787455) 2016 EE231
- (787456) 2016 EE234
- (787457) 2016 ED237
- (787458) 2016 EF237
- (787459) 2016 EG237
- (787460) 2016 EN240
- (787461) 2016 EQ240
- (787462) 2016 EX240
- (787463) 2016 EN242
- (787464) 2016 EN243
- (787465) 2016 EA244
- (787466) 2016 EB245
- (787467) 2016 EN246
- (787468) 2016 EP246
- (787469) 2016 EQ246
- (787470) 2016 EE247
- (787471) 2016 EH247
- (787472) 2016 EQ249
- (787473) 2016 EY249
- (787474) 2016 EK251
- (787475) 2016 EF256
- (787476) 2016 EQ257
- (787477) 2016 EU263
- (787478) 2016 ED264
- (787479) 2016 EY264
- (787480) 2016 EH265
- (787481) 2016 ET265
- (787482) 2016 ED266
- (787483) 2016 EF266
- (787484) 2016 EK266
- (787485) 2016 EO266
- (787486) 2016 ET268
- (787487) 2016 EG271
- (787488) 2016 ER275
- (787489) 2016 EY275
- (787490) 2016 EH276
- (787491) 2016 EK276
- (787492) 2016 EB277
- (787493) 2016 EH281
- (787494) 2016 EP281
- (787495) 2016 ET281
- (787496) 2016 EP282
- (787497) 2016 EN283
- (787498) 2016 EQ287
- (787499) 2016 EH289
- (787500) 2016 EX289
- (787501) 2016 EN292
- (787502) 2016 EC293
- (787503) 2016 EU293
- (787504) 2016 EE294
- (787505) 2016 EZ294
- (787506) 2016 EB295
- (787507) 2016 ER295
- (787508) 2016 EF296
- (787509) 2016 EL296
- (787510) 2016 EM296
- (787511) 2016 EN296
- (787512) 2016 EP296
- (787513) 2016 ES296
- (787514) 2016 EX296
- (787515) 2016 ES299
- (787516) 2016 EA300
- (787517) 2016 ES300
- (787518) 2016 ES301
- (787519) 2016 EY302
- (787520) 2016 ED303
- (787521) 2016 EN304
- (787522) 2016 EO304
- (787523) 2016 EO310
- (787524) 2016 ET310
- (787525) 2016 ER312
- (787526) 2016 EY312
- (787527) 2016 ES314
- (787528) 2016 EW315
- (787529) 2016 EM316
- (787530) 2016 ED317
- (787531) 2016 EP317
- (787532) 2016 ED319
- (787533) 2016 EF319
- (787534) 2016 EW319
- (787535) 2016 EC320
- (787536) 2016 EJ320
- (787537) 2016 EK321
- (787538) 2016 EN321
- (787539) 2016 ED322
- (787540) 2016 EB323
- (787541) 2016 EA334
- (787542) 2016 EC337
- (787543) 2016 EK337
- (787544) 2016 EU341
- (787545) 2016 EO344
- (787546) 2016 EL345
- (787547) 2016 EW345
- (787548) 2016 EW347
- (787549) 2016 ER352
- (787550) 2016 ES353
- (787551) 2016 EH355
- (787552) 2016 EP355
- (787553) 2016 EY355
- (787554) 2016 EC356
- (787555) 2016 EQ357
- (787556) 2016 ER357
- (787557) 2016 EL358
- (787558) 2016 EP361
- (787559) 2016 EM367
- (787560) 2016 EO376
- (787561) 2016 EF392
- (787562) 2016 EH396
- (787563) 2016 EZ396
- (787564) 2016 FH2
- (787565) 2016 FZ4
- (787566) 2016 FF5
- (787567) 2016 FH5
- (787568) 2016 FR7
- (787569) 2016 FF9
- (787570) 2016 FR15
- (787571) 2016 FQ16
- (787572) 2016 FS17
- (787573) 2016 FT18
- (787574) 2016 FY18
- (787575) 2016 FS20
- (787576) 2016 FO21
- (787577) 2016 FW21
- (787578) 2016 FQ23
- (787579) 2016 FT23
- (787580) 2016 FZ23
- (787581) 2016 FM25
- (787582) 2016 FF31
- (787583) 2016 FH31
- (787584) 2016 FF32
- (787585) 2016 FO32
- (787586) 2016 FD33
- (787587) 2016 FE37
- (787588) 2016 FU42
- (787589) 2016 FA45
- (787590) 2016 FY49
- (787591) 2016 FF51
- (787592) 2016 FD52
- (787593) 2016 FT53
- (787594) 2016 FX57
- (787595) 2016 FK64
- (787596) 2016 FZ68
- (787597) 2016 FC71
- (787598) 2016 FJ71
- (787599) 2016 FL71
- (787600) 2016 FP71
- (787601) 2016 FT71
- (787602) 2016 FN73
- (787603) 2016 FF78
- (787604) 2016 FG78
- (787605) 2016 FA79
- (787606) 2016 FN81
- (787607) 2016 FR82
- (787608) 2016 FZ82
- (787609) 2016 FW83
- (787610) 2016 FA84
- (787611) 2016 FY84
- (787612) 2016 FM91
- (787613) 2016 FP93
- (787614) 2016 FX98
- (787615) 2016 FG111
- (787616) 2016 FQ112
- (787617) 2016 FA120
- (787618) 2016 FJ131
- (787619) 2016 FG148
- (787620) 2016 FF154
- (787621) 2016 FK156
- (787622) 2016 FF157
- (787623) 2016 FS167
- (787624) 2016 FM169
- (787625) 2016 FP169
- (787626) 2016 FR171
- (787627) 2016 FU173
- (787628) 2016 FT179
- (787629) 2016 FG180
- (787630) 2016 FN180
- (787631) 2016 FS190
- (787632) 2016 FU190
- (787633) 2016 GQ1
- (787634) 2016 GK4
- (787635) 2016 GB7
- (787636) 2016 GW7
- (787637) 2016 GS8
- (787638) 2016 GZ10
- (787639) 2016 GT11
- (787640) 2016 GO12
- (787641) 2016 GV14
- (787642) 2016 GD16
- (787643) 2016 GQ16
- (787644) 2016 GP21
- (787645) 2016 GU21
- (787646) 2016 GA22
- (787647) 2016 GK22
- (787648) 2016 GG27
- (787649) 2016 GC29
- (787650) 2016 GM31
- (787651) 2016 GG33
- (787652) 2016 GX34
- (787653) 2016 GN36
- (787654) 2016 GX36
- (787655) 2016 GL38
- (787656) 2016 GM38
- (787657) 2016 GX38
- (787658) 2016 GD39
- (787659) 2016 GL43
- (787660) 2016 GH44
- (787661) 2016 GA46
- (787662) 2016 GY46
- (787663) 2016 GN47
- (787664) 2016 GP50
- (787665) 2016 GU50
- (787666) 2016 GY50
- (787667) 2016 GB56
- (787668) 2016 GF57
- (787669) 2016 GD60
- (787670) 2016 GG61
- (787671) 2016 GU61
- (787672) 2016 GU63
- (787673) 2016 GX63
- (787674) 2016 GC64
- (787675) 2016 GX65
- (787676) 2016 GM71
- (787677) 2016 GF73
- (787678) 2016 GM79
- (787679) 2016 GL81
- (787680) 2016 GM83
- (787681) 2016 GN84
- (787682) 2016 GK89
- (787683) 2016 GD90
- (787684) 2016 GB91
- (787685) 2016 GC92
- (787686) 2016 GP94
- (787687) 2016 GK98
- (787688) 2016 GO99
- (787689) 2016 GX100
- (787690) 2016 GG103
- (787691) 2016 GO103
- (787692) 2016 GC104
- (787693) 2016 GJ104
- (787694) 2016 GH105
- (787695) 2016 GK105
- (787696) 2016 GJ110
- (787697) 2016 GZ114
- (787698) 2016 GC118
- (787699) 2016 GJ119
- (787700) 2016 GT119
- (787701) 2016 GN121
- (787702) 2016 GR127
- (787703) 2016 GD130
- (787704) 2016 GX130
- (787705) 2016 GC131
- (787706) 2016 GR132
- (787707) 2016 GR137
- (787708) 2016 GF145
- (787709) 2016 GD146
- (787710) 2016 GT148
- (787711) 2016 GR150
- (787712) 2016 GU151
- (787713) 2016 GR154
- (787714) 2016 GH156
- (787715) 2016 GA157
- (787716) 2016 GC157
- (787717) 2016 GQ159
- (787718) 2016 GH160
- (787719) 2016 GZ160
- (787720) 2016 GX164
- (787721) 2016 GA165
- (787722) 2016 GP169
- (787723) 2016 GJ171
- (787724) 2016 GE175
- (787725) 2016 GH175
- (787726) 2016 GB177
- (787727) 2016 GG184
- (787728) 2016 GU186
- (787729) 2016 GN189
- (787730) 2016 GN195
- (787731) 2016 GW201
- (787732) 2016 GJ203
- (787733) 2016 GH204
- (787734) 2016 GK204
- (787735) 2016 GW209
- (787736) 2016 GO211
- (787737) 2016 GF214
- (787738) 2016 GR214
- (787739) 2016 GE215
- (787740) 2016 GR224
- (787741) 2016 GN230
- (787742) 2016 GV230
- (787743) 2016 GP233
- (787744) 2016 GU239
- (787745) 2016 GD244
- (787746) 2016 GO254
- (787747) 2016 GE256
- (787748) 2016 GR257
- (787749) 2016 GC258
- (787750) 2016 GE258
- (787751) 2016 GF259
- (787752) 2016 GM259
- (787753) 2016 GA260
- (787754) 2016 GN260
- (787755) 2016 GZ260
- (787756) 2016 GE262
- (787757) 2016 GE263
- (787758) 2016 GA265
- (787759) 2016 GH274
- (787760) 2016 GH277
- (787761) 2016 GS278
- (787762) 2016 GU278
- (787763) 2016 GX278
- (787764) 2016 GD279
- (787765) 2016 GF279
- (787766) 2016 GG279
- (787767) 2016 GH279
- (787768) 2016 GO280
- (787769) 2016 GQ281
- (787770) 2016 GP283
- (787771) 2016 GD285
- (787772) 2016 GM285
- (787773) 2016 GU285
- (787774) 2016 GX285
- (787775) 2016 GR286
- (787776) 2016 GJ288
- (787777) 2016 GY290
- (787778) 2016 GR296
- (787779) 2016 GE297
- (787780) 2016 GQ297
- (787781) 2016 GT297
- (787782) 2016 GD298
- (787783) 2016 GT298
- (787784) 2016 GU298
- (787785) 2016 GJ299
- (787786) 2016 GR299
- (787787) 2016 GQ300
- (787788) 2016 GS300
- (787789) 2016 GD302
- (787790) 2016 GF302
- (787791) 2016 GJ302
- (787792) 2016 GS302
- (787793) 2016 GX302
- (787794) 2016 GO303
- (787795) 2016 GS304
- (787796) 2016 GV304
- (787797) 2016 GC308
- (787798) 2016 GW310
- (787799) 2016 GB311
- (787800) 2016 GC311
- (787801) 2016 GQ311
- (787802) 2016 GR311
- (787803) 2016 GS311
- (787804) 2016 GB314
- (787805) 2016 GW314
- (787806) 2016 GM317
- (787807) 2016 GW319
- (787808) 2016 GW322
- (787809) 2016 GM323
- (787810) 2016 GQ324
- (787811) 2016 GA330
- (787812) 2016 GJ331
- (787813) 2016 GT331
- (787814) 2016 GQ336
- (787815) 2016 GN340
- (787816) 2016 GJ341
- (787817) 2016 GU341
- (787818) 2016 GF342
- (787819) 2016 GJ343
- (787820) 2016 GR343
- (787821) 2016 GV343
- (787822) 2016 GA345
- (787823) 2016 GD345
- (787824) 2016 GN346
- (787825) 2016 GS346
- (787826) 2016 GH348
- (787827) 2016 GW350
- (787828) 2016 GU352
- (787829) 2016 GP355
- (787830) 2016 GZ355
- (787831) 2016 GC357
- (787832) 2016 GP357
- (787833) 2016 GW358
- (787834) 2016 GK359
- (787835) 2016 GL359
- (787836) 2016 GO359
- (787837) 2016 GU359
- (787838) 2016 GC360
- (787839) 2016 GT391
- (787840) 2016 HF9
- (787841) 2016 HM10
- (787842) 2016 HY13
- (787843) 2016 HN18
- (787844) 2016 HS21
- (787845) 2016 HO22
- (787846) 2016 HB26
- (787847) 2016 HH28
- (787848) 2016 HW31
- (787849) 2016 HG32
- (787850) 2016 HO32
- (787851) 2016 HJ33
- (787852) 2016 HP33
- (787853) 2016 HE35
- (787854) 2016 HA39
- (787855) 2016 HV42
- (787856) 2016 HG43
- (787857) 2016 HK44
- (787858) 2016 HY44
- (787859) 2016 HA47
- (787860) 2016 HB50
- (787861) 2016 HE51
- (787862) 2016 JL3
- (787863) 2016 JB41
- (787864) 2016 JM42
- (787865) 2016 JP42
- (787866) 2016 JF47
- (787867) 2016 JP51
- (787868) 2016 JQ51
- (787869) 2016 JV51
- (787870) 2016 JC54
- (787871) 2016 JR54
- (787872) 2016 JU54
- (787873) 2016 JT56
- (787874) 2016 JA57
- (787875) 2016 JT59
- (787876) 2016 JK60
- (787877) 2016 JS65
- (787878) 2016 JQ66
- (787879) 2016 JO70
- (787880) 2016 JT70
- (787881) 2016 JV71
- (787882) 2016 JG72
- (787883) 2016 JD75
- (787884) 2016 JB76
- (787885) 2016 JM77
- (787886) 2016 JB81
- (787887) 2016 JH82
- (787888) 2016 JC83
- (787889) 2016 JU83
- (787890) 2016 JN86
- (787891) 2016 KP
- (787892) 2016 KU1
- (787893) 2016 KP6
- (787894) 2016 KS6
- (787895) 2016 KL15
- (787896) 2016 LX4
- (787897) 2016 LA14
- (787898) 2016 LB14
- (787899) 2016 LA17
- (787900) 2016 LS20
- (787901) 2016 LK23
- (787902) 2016 LX24
- (787903) 2016 LK27
- (787904) 2016 LW27
- (787905) 2016 LC29
- (787906) 2016 LL36
- (787907) 2016 LL39
- (787908) 2016 LP40
- (787909) 2016 LV40
- (787910) 2016 LR47
- (787911) 2016 LM54
- (787912) 2016 LY60
- (787913) 2016 LK61
- (787914) 2016 LW61
- (787915) 2016 LH64
- (787916) 2016 LH66
- (787917) 2016 LK67
- (787918) 2016 LS67
- (787919) 2016 LD78
- (787920) 2016 LJ83
- (787921) 2016 LH84
- (787922) 2016 LL84
- (787923) 2016 LO85
- (787924) 2016 LW86
- (787925) 2016 LF88
- (787926) 2016 LU92
- (787927) 2016 LY93
- (787928) 2016 LL95
- (787929) 2016 LR99
- (787930) 2016 MN
- (787931) 2016 MF4
- (787932) 2016 MD7
- (787933) 2016 NF
- (787934) 2016 NO4
- (787935) 2016 NK13
- (787936) 2016 NT14
- (787937) 2016 NZ28
- (787938) 2016 NQ30
- (787939) 2016 NP43
- (787940) 2016 NO59
- (787941) 2016 NS60
- (787942) 2016 NV60
- (787943) 2016 NZ60
- (787944) 2016 NA62
- (787945) 2016 NC64
- (787946) 2016 NE65
- (787947) 2016 NU70
- (787948) 2016 NL71
- (787949) 2016 NN73
- (787950) 2016 NN76
- (787951) 2016 NR79
- (787952) 2016 NT79
- (787953) 2016 NE80
- (787954) 2016 NO80
- (787955) 2016 NG84
- (787956) 2016 NK86
- (787957) 2016 NM87
- (787958) 2016 NP89
- (787959) 2016 ND98
- (787960) 2016 NO107
- (787961) 2016 NB108
- (787962) 2016 NM108
- (787963) 2016 NC109
- (787964) 2016 NJ109
- (787965) 2016 NK109
- (787966) 2016 ND110
- (787967) 2016 NZ110
- (787968) 2016 NV111
- (787969) 2016 NX111
- (787970) 2016 NM112
- (787971) 2016 NR118
- (787972) 2016 NJ120
- (787973) 2016 NH121
- (787974) 2016 NC133
- (787975) 2016 NW134
- (787976) 2016 NU136
- (787977) 2016 NK137
- (787978) 2016 NG138
- (787979) 2016 NU140
- (787980) 2016 NO142
- (787981) 2016 NO146
- (787982) 2016 NM147
- (787983) 2016 NG148
- (787984) 2016 NY153
- (787985) 2016 NO154
- (787986) 2016 NA156
- (787987) 2016 NK161
- (787988) 2016 NP161
- (787989) 2016 NQ161
- (787990) 2016 NJ163
- (787991) 2016 NP163
- (787992) 2016 NS163
- (787993) 2016 NY164
- (787994) 2016 NG165
- (787995) 2016 NO166
- (787996) 2016 NR166
- (787997) 2016 NB167
- (787998) 2016 NA169
- (787999) 2016 NZ171
- (788000) 2016 NL173